# 水木ロード郵便局
水木ロード郵便局（みずきロードゆうびんきょく）は、鳥取県境港市にある郵便局。民営化前の分類では無集配特定郵便局であった。

## 概要
住所：〒684-0004 鳥取県境港市大正町57
当郵便局の窓口からハガキを出すと、鬼太郎の消印（風景印）を押してもらえる。持ち帰ることも出来る。

## 沿革
- 1985年（昭和60年）4月1日 - 境港大正（さかいみなとたいしょう）郵便局として開局[1]。
- 2001年（平成13年）6月1日 - 水木ロード郵便局に改称。
- 2007年（平成19年）10月1日 - 民営化。
- 2012年（平成24年）10月1日 - 日本郵便株式会社発足。

## 取扱内容
- 郵便、印紙、ゆうパック
- 貯金、為替、振替、振込、国債
- 生命保険、バイク自賠責保険
- 地方公共団体事務（境港市ごみ袋の販売）
- ゆうちょ銀行ATM

## 周辺
- 水木しげるロード
- 境港 (港湾)
- JR境線 境港駅
- みなとさかい交流館
  - マリンプラザ21
  - 鬼太郎妖怪倉庫
  - 隠岐汽船
- 境港警察署 境港駅前交番

## アクセス
- JR境線 境港駅から徒歩約3分
- はまるーぷバス いけびんストーア前停留所下車
- 駐車場あり：3台